# Alexandra Tilley
Alexandra Tilley (ur. 5 października 1993 w Torphins) – brytyjska narciarka alpejska, zawodniczka klubu Gordon Skiers.

## Kariera
Po raz pierwszy na arenie międzynarodowej Alexandra Tilley pojawiła się 19 grudnia 2008 roku w Sunday River, gdzie w zawodach FIS Race nie ukończyła pierwszego przejazdu slalomu. W 2009 roku wystartowała w gigancie i slalomie na olimpijskim festiwalu młodzieży Europy w Szczyrku, jednak obu konkurencji nie ukończyła. Dwa lata później wzięła udział w mistrzostwach świata juniorów w Crans-Montana, jednak ponownie nie ukończyła żadnej konkurencji. Takim samym rezultatem zakończyła występy podczas mistrzostw świata juniorów w Roccaraso w 2012 roku.
W zawodach Pucharu Świata zadebiutowała 27 stycznia 2013 roku w Mariborze, gdzie nie ukończyła pierwszego przejazdu w slalomie. Pierwsze pucharowe punkty wywalczyła 28 grudnia 2015 roku w Lienzu, kończąc giganta na dziewiętnastej pozycji. W lutym 2015 roku brała udział w mistrzostwach świata w Vail/Beaver Creek, zajmując 24. miejsce w slalomie i 35. miejsce w gigancie.

## Osiągnięcia

### Igrzyska olimpijskie
| Miejsce | Dzień     | Rok  | Miejscowość | Konkurencja | Czas biegu | Strata | Zwyciężczyni     |
| ------- | --------- | ---- | ----------- | ----------- | ---------- | ------ | ---------------- |
| DNF1    | 15 lutego | 2018 | Pjongczang  | Gigant      | 2:20,02    | -      | Mikaela Shiffrin |
| DNF1    | 16 lutego | 2018 | Pjongczang  | Slalom      | 1:38,63    | -      | Frida Hansdotter |
| 5.      | 24 lutego | 2018 | Pjongczang  | Drużynowo   | -          | -      | Szwajcaria       |
| 22.     | 7 lutego  | 2022 | Pekin       | Gigant      | 1:55,69    | +5,13  | Sara Hector      |
| DNF1    | 9 lutego  | 2022 | Pekin       | Slalom      | 1:44,98    | -      | Petra Vlhová     |

### Mistrzostwa świata
| Miejsce | Dzień     | Rok  | Miejscowość       | Konkurencja       | Czas biegu | Strata | Zwyciężczyni                        |
| ------- | --------- | ---- | ----------------- | ----------------- | ---------- | ------ | ----------------------------------- |
| 35.     | 12 lutego | 2015 | Vail/Beaver Creek | Gigant            | 2:19,16    | +7,90  | Anna Fenninger                      |
| 24.     | 14 lutego | 2015 | Vail/Beaver Creek | Slalom            | 1:38,48    | +4,97  | Mikaela Shiffrin                    |
| 30.     | 16 lutego | 2017 | Sankt Moritz      | Gigant            | 2:05,55    | +5,03  | Tessa Worley                        |
| 25.     | 18 lutego | 2017 | Sankt Moritz      | Slalom            | 1:37,27    | +5,45  | Mikaela Shiffrin                    |
| 9.      | 12 lutego | 2019 | Åre               | Zawody drużynowe  | –          | –      | Szwajcaria                          |
| DNF2    | 14 lutego | 2019 | Åre               | Gigant            | 2:01,97    | -      | Petra Vlhová                        |
| DNF     | 11 lutego | 2021 | Cortina d’Ampezzo | Supergigant       | 1:25,51    | -      | Lara Gut-Behrami                    |
| 15.     | 16 lutego | 2021 | Cortina d’Ampezzo | Gigant równoległy | -          | -      | Marta Bassino Katharina Liensberger |
| 12.     | 17 lutego | 2021 | Cortina d’Ampezzo | Zawody drużynowe  | -          | -      | Norwegia                            |
| 17.     | 18 lutego | 2021 | Cortina d’Ampezzo | Gigant            | 2:30,66    | +4,06  | Lara Gut-Behrami                    |
| DNF1    | 20 lutego | 2021 | Cortina d’Ampezzo | Slalom            | 2:30,66    | -      | Katharina Liensberger               |

### Mistrzostwa świata juniorów
| Miejsce | Dzień    | Rok  | Miejscowość   | Konkurencja | Czas biegu | Strata | Zwyciężczyni       |
| ------- | -------- | ---- | ------------- | ----------- | ---------- | ------ | ------------------ |
| DNF1    | 2 lutego | 2011 | Crans-Montana | Gigant      | 2:28,27    | -      | Sara Hector        |
| DNF1    | 3 lutego | 2011 | Crans-Montana | Slalom      | 1:40,32    | -      | Jessica Depauli    |
| DNF1    | 1 marca  | 2012 | Roccaraso     | Slalom      | 1:42,69    | -      | Stephanie Brunner  |
| DNF1    | 3 marca  | 2012 | Roccaraso     | Gigant      | 2:45,02    | -      | Ragnhild Mowinckel |

### Puchar Świata

#### Miejsca w klasyfikacji generalnej
- sezon 2012/2013: -
- sezon 2013/2014: -
- sezon 2014/2015: -
- sezon 2015/2016: 103.
- sezon 2016/2017: 87.
- sezon 2017/2018: 79.
- sezon 2018/2019: 96.
- sezon 2019/2020: 79.
- sezon 2020/2021: 95.
- sezon 2021/2022: 106.

#### Miejsca na podium w zawodach
Tilley nie stawała na podium zawodów PŚ.